# Ensenada (Buenos Aires)
Ensenada is een plaats in het Argentijnse bestuurlijke gebied Ensenada in de provincie Buenos Aires. De plaats telt 51.448 inwoners.

## Geboren
- Herminio Masantonio (1910-1956), voetballer